# Stadtwaisenhaus-Stiftung mit Eugenienstiftung

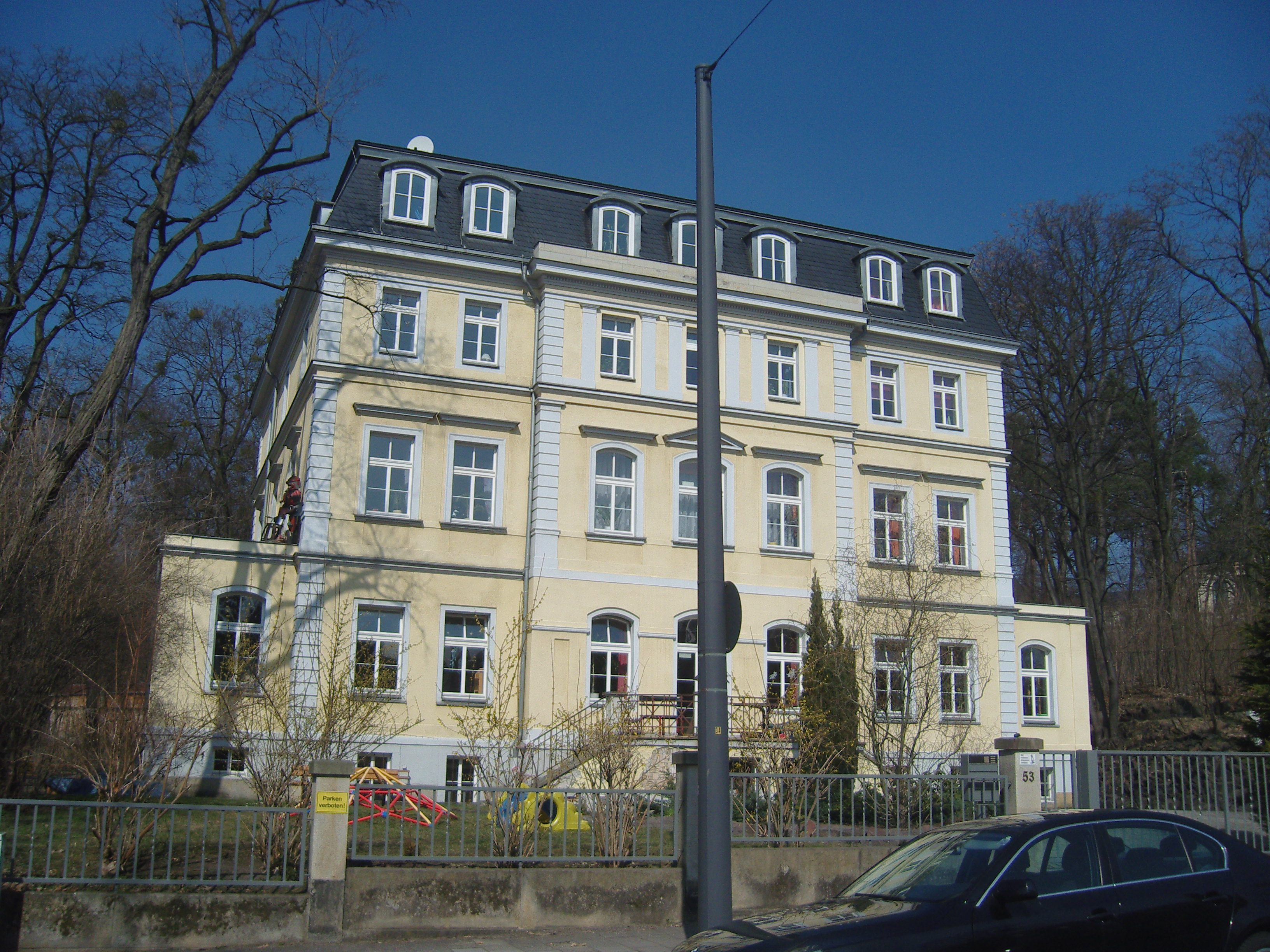
Kinderhaus „Rabe“: Stiftungseigentum der Stadtwaisenhaus-Stiftung mit Eugenienstiftung

Die Stadtwaisenhaus-Stiftung mit Eugenienstiftung ist eine mildtätige und gemeinnützige Stiftung mit Sitz in der sächsischen Landeshauptstadt Dresden. 1685 errichtet, ist sie die älteste durchgängig bestehende Stiftung auf dem Gebiet der Stadt. Sie ist eine rechtsfähige Stiftung bürgerlichen Rechts und gleichzeitig kommunale örtliche Stiftung, Aufsichtsbehörde ist die Landesdirektion Sachsen. Die Stiftung ist insbesondere Eigentümerin des denkmalgeschützten Objektes Radeberger Straße 53, in dem das „Diakonische Werk – Stadtmission Dresden“ ein Kinder- und Jugendheim betreibt.

## Geschichte

### (Stadt-)Waisenhaus und Stadtwaisenhaus-Stiftung
Bereits im Jahr 1641, noch während des Dreißigjährigen Krieges rief der Rat der Stadt Dresden auf, für „Bettelkinder“ zu spenden. Träger der Versorgung mit Nahrung, Unterricht und Erziehung von ausgesetzten und von „Findelkindern“ war damals das Bartholomäus-Hospital mit seinem Findelhaus, jedoch nur bis zu einem gewissen Alter. Ab dann wurden die Kinder sich selbst überlassen. 1674 ließ schließlich Kurfürst Johann Georg II. eine Wollmanufaktur mit Wohngebäuden errichten, in denen diese Kinder Obdach und Nahrung erhielten.
Eigentlicher Anstoß für den Bau eines städtischen Waisenhauses war einerseits das Angebot eines Johann Jacob Grätzel, der an den Rat mit dem Vorschlag herantrat, seine Dresdner Manufaktur mit dem Bau eines Waisenhauses zu verbinden. Dabei verwies er auf seine Erfurter Erfahrungen und bot an, die Stadt „bettelkinderfrei“ zu machen. Der Großbrand von Altendresden im August 1685, das die Zahl der Bettelkinder dramatisch in die Höhe schnellen ließ, ließ den Rat auf das Angebot eingehen; aus heute nicht mehr bekannten Gründen wurde dieses Waisenhaus als selbständige Stiftung am 6. Oktober 1685 errichtet und das Stadtwaisenhaus am Jüdenteich zum Zwecke der Erziehung und Betreuung von Waisen und armen Kindern eröffnet. Dieses übernahm der Rat schließlich am 1. Januar 1687 in seine Verwaltung.
Erst mit Beginn des 18. Jahrhunderts liegen „Waisenhausberichte“ vor, die einen Einblick in die Insassen- und Organisationsstruktur sowie Tagesabläufe geben. Die Insassenzahl selbst bewegte sich z. B. zwischen 1698 und 1708 im Bereich von 70 bis 145 Kindern, bei der stets etwa zwei Drittel männlich waren. Die Kinder selbst hatten Textilwaren herzustellen, ein zwölf- oder dreizehnstündiger Arbeitstag war die Regel, die Beköstigung eintönig, Strafen an der Tagesordnung.
Bis 1713 wurde ein Neubau errichtet, nunmehr als Fabrik in Verwaltung des Waisenhauses, parallel entstand die (erste) Waisenhauskirche. 1760 durch preußischen Beschuss zerstört, wurden die Kinder interimsmäßig untergebracht, 1768 konnte ein neues Stadtwaisenhaus bezogen werden, 1780 entstand schließlich die zweite Waisenhauskirche und die heutige Waisenhausstraße, die praktisch parallel zur (damaligen) Festungsmauer angelegt wurde.
1827 wurde das eigentliche Waisenhaus in die Äußere Neustadt verlegt, das Gebäude wurde als Versorgungshaus für Arme weitergenutzt und schließlich 1903 abgebrochen.
Nach Aufgabe des Standortes wurde schließlich das Waisenhaus 1873 in den „Marienhof“ zwischen Marienhofstraße (Maxim-Gorki-Straße), Radeburger Straße und Hellerhofstraße verlegt, wo insgesamt drei Heime unter dem Dach der Stadtwaisenhaus-Stiftung entstanden, der „Marienhof“ für 125 schwer erziehbare Kinder, ein Kinderwaisenhaus für 220 Waisen und das Findelhaus für 150 Findelkinder im Säuglingsalter. 1911 wurden sie zu den „Städtischen Kinderanstalten im Marienhof“ vereinigt und dieses 1928 in „Stadtkinderheim“ umbenannt.
1935 wurden schließlich die „Stadtwaisenhaus-Stiftung“ mit der „Eugenienstiftung“ zur „Stadtwaisenhaus-Stiftung mit Eugenienstiftung“ zusammengelegt.

### Eugenienstiftung
1898 trat mit ihrem Tod das Stiftungsgeschäft von Marie Berset, geb. Müller (1815–1898), das sie testamentarisch verfügt hatte, in Kraft: Sie hatte verfügt, dass aus ihrem Vermögen zu gleichen Teilen (jeweils eine Million Schweizer Franken) zwei Stiftungen gegründet werden: Das ist zum einen die Berset-Müller-Stiftung in Melchenbühl (heute ein Quartier in Bern) und zum anderen die Eugenienstiftung in Dresden.
Marie Müller, Tochter eines Dresdner Bankiers, verließ mit ihrem Vater 1848 die Stadt und wohnte danach bis 1894 auf dem ihrem Vater gehörenden Melchenbühlgut in der Schweiz. Dort verheiratete sie sich mit dem Lehrer Berset (gest. 1873), mit dem sie eine Tochter, Eugenie, hatte, die im Alter von vier Jahren verstarb. 1894 siedelte sie sich in Kirchenfeld an, wo sie 82-jährig verstarb. Bestimmt war das Stiftungskapital – in Dresden – zur Errichtung einer Erziehungsanstalt für arme Mädchen.
1899 kaufte die Stadt Dresden für 500.000 Mark das Rittergut Altklingenberg, zum einen, um darin die testamentarisch bestimmte Stiftung zu betreiben, zum anderen, um generell „die Hinausverlegung städtischer Anstalten“ zu betreiben. 1901 wurde auf dieser Grundlage die Stiftung der „Eugenien-Anstalt“ beurkundet, dafür die Verwaltungsordnung beschlossen, und am 12. Oktober 1901 eröffnet.
Nach dem Ersten Weltkrieg wurde die Eugenien-Anstalt zu einer Haushaltungsschule mit einer Art internatsmäßiger Unterbringung. Sie umfasste pro Jahr 30 Zöglinge, alles Dresdner volksschulentlassene unbemittelte Mädchen, die teils Voll-, teils Halbwaisen waren oder aus ungünstigen Familienverhältnissen kamen. Stiftungsgemäß mussten sie aus „braven Familien“ stammen und normal begabt sein. Die Aufnahme erfolgte auf Antrag nach Prüfung der Akten durch das Jugendamt für zwei Jahre. Die vorhandenen Plätze reichten nie aus, um allen Anträgen zu entsprechen.
Der Unterricht umfasste im ersten Jahr 30 Wochenstunden, im zweiten Jahr 24 Wochenstunden, einschließlich des für besonders begabte Mädchen eingeführten Englischunterrichts, Reichskurzschrift und Maschinenschreiben. „Der Aufenthalt an gesunder Luft, bei fröhlicher Tätigkeit in Schule, Haus und Garten stärkt die bei der Aufnahme oft elenden und schwächlichen Großstadtkinder an Leib und Seele“, konstatiert ein Verwaltungsbericht von 1931.
Direktor der Eugenien-Anstalt war von Beginn an Oskar Morgner, der am 17. November 1930 verstarb, ihm folgte seine Witwe Frieda Morgner, die bereits als Lehrerin in der Schule tätig war. Haushalterisch verwaltet wurde das Heim Ende der 1920er Jahre von Stadtrat Ökonomierat Simmgen.
Die „Eugenien-Anstalt“ bestand von da an bis 1935 und wurde anschließend in den „Marienhof“ eingegliedert, dessen Träger die „Stadtwaisenhaus-Stiftung“ war, die Stiftung wurde mit dieser zusammengelegt.

### Stiftung nach 1945
Auf der Grundlage des Sächsischen Landesgesetzes über die Zusammenlegung örtlicher Stiftungen vom 25. Februar 1948 (GVBl. S. 137) war die „Stadtwaisenhaus-Stiftung mit Eugenienstiftung“ bei ihrem weiteren Fortbestand verwaltungsmäßig an die „Sammelstiftung Dresden“ angegliedert worden, wodurch ihre rechtliche Selbständigkeit jedoch nicht beeinträchtigt wurde, obwohl das finanzielle Vermögen im Zuge der Währungsreform 1948 in der Sowjetischen Besatzungszone auf ein Zehntel des Reichsmark-Wertes abgewertet wurde. Auch von den Veränderungen des Jahres 1964 in der Sammelstiftung der Stadt war die Stiftung nicht betroffen.
Gleichwohl wurde ihr Vermögensbestand in den DDR-Jahren stark geschmälert: So wurden die – inzwischen beräumten – Grundstücke des ehemaligen Waisenhauses am Georgplatz durch die Aufbaugesetzgebung der Stiftung entzogen, gleiches galt für den „Marienhof“, in dem eine Berufsschule eingerichtet wurde.
Lediglich das als Kinderheim genutzte Grundstück der Radeberger Straße 53, das ebenfalls zur Stiftung gehörte und seit 1879 durch die Stadt Dresden betrieben wurde, verblieb bei der Stiftung.
Deren verbliebenes Barvermögen wurde überdies durch die Währungsunion 1990 durch die Umstellung auf D-Mark im Verhältnis 2:1 umgewertet und damit ebenfalls weiter geschmälert.
Nach der Wiedervereinigung wurde die „Stadtwaisenhaus-Stiftung mit Eugenienstiftung“ weiterhin im Rahmen der Obliegenheiten der Sammelstiftung mit verwaltet, jedoch nunmehr haushalterisch völlig selbständig geführt. 1993 wurde sie mit dem Status als „kommunale Stiftung öffentlichen Rechts“ wieder eine eigenständige Stiftung, wobei sich die Satzung an der geübten Verwaltungspraxis und dem Gesetz über die Bildung und Tätigkeit von Stiftungen (Stiftungsgesetz) vom 13. September 1990 (GBl. DDR I Nr. 61 S. 1483) orientierte.
Im Jahr 2000 stellte das Regierungspräsidium den rechtlich fortdauernden Bestand als selbständige rechtsfähige Stiftung bürgerlichen Rechts fest. Nach daraufhin erfolgten kleineren Änderungen wurde schließlich nach dem Gesetz zur Neuregelung des Stiftungsrechts im Freistaat Sachsen vom 7. August 2007 (SächsGVBl. S. 386), das die Anpassung aller bisherigen Satzungen an das Gesetz binnen eines Jahres verpflichtete, die Satzung der Stiftung 2008 komplett neu gefasst und gilt nunmehr in der Fassung von 2017. Dabei war einerseits diese Vorgabe zu beachten, andererseits wiederum, dass es sich – nach wie vor – um eine kommunale Stiftung handelt.
Das Kinderhaus in der Radeberger Straße ging als „Kinderhaus RABE“ 2008 in die Trägerschaft des „Diakonischen Werkes – Stadtmission Dresden“ über.

## Stiftungszwecke
§ 2 Absatz 2 der Satzung von 2017 bestimmt: „Zweck der Stiftung ist die Förderung der Betreuung, Erziehung und Ausbildung von Kindern und Jugendlichen, die unter Amtsvormundschaft des Jugendamtes stehen oder für die eine ihrem Wohl entsprechende Erziehung im Elternhaus nicht gewährleistet ist.
Dies geschieht vorrangig durch Förderung ihrer sozialen Kompetenz sowie ihrer intellektuellen, praktischen, künstlerischen sowie sportlichen Fähigkeiten. Die Stiftung verfolgt das Ziel, auf der Grundlage zeitgemäßer und fortschrittlicher Erkenntnisse die Entwicklung der Kinder und Jugendlichen zu weltoffenen, toleranten und verantwortungsbewussten Persönlichkeiten zu fördern.“

## Stiftungsorgane
Die Satzung selbst sieht lediglich – als kommunale örtliche Stiftung – als Organe der Stiftung den Oberbürgermeister und den Stadtrat vor (§ 5 Abs. 1 der Satzung). Während der Oberbürgermeister die rechtliche Außenvertretung wahrnimmt, hat der Stadtrat die nicht ihm selbst vorbehaltenen Aufgaben (Satzungsänderung, Zusammenlegung und Aufhebung der Stiftung, § 5 Abs. 2 der Satzung) einem „Stiftungsgremium“ übertragen, das ähnlich einem Verwaltungsrat ausgestaltet ist und im Wesentlichen Grundsätze und Richtlinien vorgibt und die Überwachung sichert (§ 7 der Satzung). Diesem Stiftungsgremium gehören der Oberbürgermeister und der Beigeordnete für Finanzen und Liegenschaften als geborene Mitglieder sowie drei gewählte Mitglieder des Stadtrates an (§ 6 der Satzung).
Ein Geschäftsführer kann bestellt werden, dies ist jedoch nicht erfolgt, da die Aufgaben durch die Stadtverwaltung im Auftrag des Oberbürgermeisters mit wahrgenommen werden. Ein im Zuge der Haushaltskonsolidierung 2003 eingeführter pauschaler Vergütungsanteil für diese Tätigkeit in Höhe von 10 % des Stiftungsabwurfs ist zwischenzeitlich im Zuge der Niedrigzinspolitik und des dadurch geringen Abwurfs stillschweigend kassiert worden.

## Stiftungsvermögen
Das Stiftungsvermögen hatte zum 31. Dezember 2019 einen Wert von 1.162.147,10 EUR, welches zu 70 % ausschließlich der Wert der Liegenschaft ist.
Das reine Finanzvermögen der „Stadtwaisenhaus-Stiftung mit Eugenienstiftung“ beträgt nurmehr 90.574,05 EUR. Dieser Betrag verdeutlicht die enormen Verluste im Geschichtsverlauf: Allein der Betrag des von Marie Berset für ihre „Eugenienstiftung“ eingebrachte Vermögen von 1898 in Höhe von einer Million Schweizer Franken würde heute – ohne den geschichtlichen Ablauf der DDR-Zeit – einen Geldwert von ca. 10 Mio. Euro, also etwa das Einhundertfache des heutigen Finanzvermögens beider Stiftungen zusammen, repräsentieren.

## Geförderte und finanzierte Projekte
Die Mittel sind – im Rahmen des Stiftungsabwurfs – ausschließlich für gemeinnützige und mildtätige Zwecke nach den Bestimmungen der Abgabenordnung und den Stiftungszwecken zu verwenden. Ein Anteil ist zum Erhalt des Stiftungsvermögens bestimmt.
Als frei verfügbare Mittel wies beispielsweise der Haushaltsplan der Stadt Dresden für 2021 und 2022 jeweils knapp 45.000 Euro aus.